# Кронлид, Юлия
Юлия Мария Кронлид (швед. Julia Maria Kronlid, в девичестве Дольк, Dolk; род. 16 июля 1980 года) ― шведский политический деятель. Член партии Шведских демократов. Второй вице-спикер риксдага с 26 сентября 2022 года, депутат риксдага с 2010 года, где она представляет лен Сконе.  
В октябре 2010 года Кронлид ушла в декретный отпуск и её место в парламенте временно занял Стеллан Божеруд. Она вернулась в Риксдаг 18 апреля 2011 года. С 2013 года она была председателем правления партии Шведских демократов. 
Она работала медсестрой-волонтёром в клинике в Папуа — Новой Гвинее. Кронлид в настоящее время входит в состав комитета по иностранным делам Риксдага, специализирующегося на внешней политике и политике гуманитарной помощи для других стран. Во время ежегодного съезда Шведских демократов в 2009 году она заявила, что, по её мнению, её партия должна помогать беженцам в зоне кризиса.
26 сентября 2022 года со второй попытки избрана вторым вице-спикером риксдага. Получила 174 из 347 голосов. Её конкурентка Янина Альм Эриксон (Партия зелёных) получила 47 голосов, а 126 депутатов воздержались.
В своей статье в Svenska Dagbladet в декабре 2015 года Кронлид критиковала политику правительства, согласно которой 30% шведской иностранной помощи шло на нужны финансирования иммиграции в Швецию. Она заявила, что после посещения лагерей беженцев как в Иордании, так и в Ливане она считала очевидным, что в ближайшей зоне кризиса требуется больше гуманитарной помощи, но не расходов на поощрение иммиграции в Швецию. 
Кронлид считает, что дарвиновская теория эволюции человека не должна быть единственной теорией происхождения, которой учат детей в школах. Она заявила, что не верит в эволюционную теорию, согласно которой человечество происходит от обезьян.

## Личная жизнь
Она проживает в Гланшаммаре и замужем за местным политиком Давидом Кронлидом (David Kronlid); у пары двое детей: дочь и сын.